# Rincón del Doll
Rincón del Doll es una comuna de 1ª categoría del distrito Rincón del Doll del departamento Victoria en la provincia de Entre Ríos, República Argentina. El pequeño poblado de Rincón del Doll (32°26′33.49″S 60°23′44.54″O / -32.4426361, -60.3957056) no ha sido reconocido estadísticamente como localidad censal.

## Generalidades
La población de la jurisdicción de la junta de gobierno es rural dispersa y era de 844 personas según el censo de octubre de 2010, de los cuales 317 eran varones. En el censo de 2001 registró 597 habitantes.
Su jurisdicción limita al norte con las juntas de gobierno de Molino Doll y Chilcas, al este con un área sin gobierno local y con la junta de gobierno de Distrito Pajonal, al sur con un área sin gobierno local y al oeste con el departamento Diamante, del que está separado por el arroyo Doll. Un camino de ripio de 9 km comunica el poblado con la ruta provincial 11. La parte suroccidental de la jurisdicción forma parte del delta del Paraná. El arroyo Ceibas Chico o Carballo marca su límite oriental.

## Historia
El centro rural de población fue creado en 1976 y sus primeros miembros fueron designados por decreto n.º 2450/1976 MGJE. Los límites jurisdiccionales de la junta de gobierno fueron fijados por decreto n.º 5125/1990 MGJOSP de 27 de noviembre de 1990
Desde 2003 la junta de gobierno de Rincón del Doll pasó a ser electiva luego de la reforma de la ley n.º 7555 de Juntas de Gobierno, correspondiéndole 1 presidente, 7 vocales titulares y 3 vocales suplentes, por períodos de 4 años. Se utiliza el circuito electoral 106-Rincón del Doll compartido con Molino Doll, por lo que ambas juntas de gobierno funcionan unidas.

## Comuna
La reforma de la Constitución de la Provincia de Entre Ríos que entró en vigencia el 1 de noviembre de 2008 dispuso la creación de las comunas, lo que fue reglamentado por la Ley de Comunas n.º 10644, sancionada el 28 de noviembre de 2018 y promulgada el 14 de diciembre de 2018. La ley dispuso que todo centro de población estable que en una superficie de al menos 75 km² contenga entre 700 y 1500 habitantes, constituye una comuna de 1ª categoría. La Ley de Comunas fue reglamentada por el Poder Ejecutivo provincial mediante el decreto 110/2019 de 12 de febrero de 2019, que declaró el reconocimiento ad referéndum del Poder Legislativo de 34 comunas de 1ª categoría con efecto a partir del 11 de diciembre de 2019, entre las cuales se halla Rincón del Doll. La comuna está gobernada por un departamento ejecutivo y por un consejo comunal de 8 miembros, cuyo presidente es a la vez el presidente comunal. Sus primeras autoridades fueron elegidas en las elecciones de 9 de junio de 2019.